# Saint-Pantaléon, Lot
Saint-Pantaléon là một xã thuộc tỉnh Lot tây nam Pháp. Xã có diện tích 19,37 km², dân số theo điều tra năm 1999 là 223 người. Khu vực này có độ cao trung bình 193 mét trên mực nước biển.
Thị trấn nằm ở thung lũng ruisseau de Fraysse, một sông nhánh của Barguelonnette chảy theo hướng tây nam qua thị trấn.